# Max Minghella
Max Giorgio Choa Minghella (Hampstead, Londres, 16 de septiembre de 1985), conocido artísticamente como Max Minghella, es un actor, guionista y director de cine británico. Es hijo del director de cine Anthony Minghella.

## Biografía
Max nació en el barrio londinense de Hampstead, su padre es el director de cine Anthony Minghella (1954-2008) y su madre  Carolyn Choa, una coreógrafa nacida en la colonia británica de Hong Kong. Creció en los sets de rodaje de las películas de su padre. 
Empezó su carrera como actor en 2005 y ha participado en varias películas, como Ágora (2009), del director español Alejandro Amenábar, donde da vida a Davo, en The Social Network (2010) como Divya Narendra, en Art School Confidential (2006) como Jerome Platz y también junto a Vince Vaughn, Owen Wilson y Dylan O'Brien en The Internship (2013) como Graham Hawtrey, un egocéntrico aprendiz interesado en formar parte del equipo selecto de empleados de Google. Parte de la película fue rodada en las instalaciones del Instituto de Tecnología de Georgia en Atlanta, Georgia.
En 2013 protagonizó el video del sencillo "Shot At The Night" de la banda de rock estadounidense The Killers junto a la también actriz Bella Heathcote.
Su primer trabajo como guionista fue The 9th Life of Louis Drax, adaptación a la gran pantalla de la novela homónima de Liz Jensen. La película, dirigida por Alexandre Aja, se estrenó en 2016.
Desde el 2017 da vida a Nick en la serie de televisión The Handmaid's Tale, basada en el libro homónimo de la autora Margaret Atwood.
En 2018 dirige su primera, y hasta la fecha única película Alcanzando tu sueño protagonizada por Elle Fanning y de la que también escribió el guion. La película recibió críticas generalmente positivas, aunque tampoco muy entusiastas.
Actualmente vive en Los Ángeles.

## Vida personal
Tuvo una relación sentimental con las actrices estadounidenses Camilla Belle y Kate Mara.
Salió con Eve Hewson, hija del vocalista de U2, Bono Vox. 
Desde 2018 hasta 2023 mantuvo una relación con la actriz Elle Fanning.

## Filmografía

### Cine
| Año  | Película                                                            | Papel                    |
| ---- | ------------------------------------------------------------------- | ------------------------ |
| 1997 | Toy Boys                                                            | Danny                    |
| 1998 | Let The Good Times Roll                                             | Chico con perro          |
| 2005 | Bee Season                                                          | Aaron Naumann            |
| 2005 | Syriana                                                             | Robby Barnes             |
| 2006 | Art School Confidential                                             | Jerome Platz             |
| 2007 | Elvis and Anabelle                                                  | Elvis                    |
| 2008 | How to Lose Friends & Alienate People Nueva York para principiantes | Vincent LePak            |
| 2009 | Entrevistas breves con hombres repulsivos                           | Kevin                    |
| 2009 | Ágora                                                               | Davo                     |
| 2010 | The social network                                                  | Divya Narendra           |
| 2010 | Hippie Hippie Shake                                                 | Martin Sharp             |
| 2011 | The Darkest Hour                                                    | Ben                      |
| 2011 | The Ides of March                                                   | Ben Harpen               |
| 2013 | The Internship                                                      | Graham Hawtrey           |
| 2013 | Horns                                                               | Lee Tourneau             |
| 2015 | Into the forest                                                     | Eli                      |
| 2016 | The 9th Life of Louis Drax                                          | (Guionista)              |
| 2018 | Teen Spirit                                                         | (Director y guionista)   |
| 2020 | The Organ Donor                                                     |                          |
| 2021 | Spiral: From The Book of Saw                                        | Detective William Schenk |
| 2022 | Babylon                                                             | Irving Thalberg          |

### Televisión
| Año       | Serie               | Papel             | Notas              |
| --------- | ------------------- | ----------------- | ------------------ |
| 2013–2017 | The Mindy Project   | Richie Castellano | 7 episodios        |
| 2017–2025 | The Handmaid's Tale | Nick Blaine       | Papel protagonista |